# Седкор
Седкор (англ. Sadcore) або слоукор (англ. Slowcore) — підстиль в альтернативному та інді-року, для якого характерні «уповільнені» мелодії з мінімалістичним аранжуваннями, сумні чи похмурі тексти, меланхолійний, депресивний настрій. Розвинувся до середини 1990-х років зусиллями таких музикантів, як Low, Codeine та Cat Power. Цей стиль відмовився від енергійності та агресивності гранжу, що переважав у ті роки на альтернативній рок-сцені, але поділяв з ним інтерес до таких тем, як депресія, самотність та відчуження. В силу своєї невизначеності та розпливчастості терміни «седкор» та «слоукор» вживаються не надто активно; їх не можна пов'язати з якимись конкретними музичними сценами, рухами або субкультурами.